# Bibliothèque Malatestiana
La bibliothèque Malatestiana, en italien biblioteca malatestiana, est une bibliothèque patrimoniale, située à Césène (en ital. Cesena), en Émilie-Romagne.

## Histoire
Les origines de la bibliothèque Malatestiana sont profondément liées au nom de Domenico Malatesta Novello, dernier seigneur de la ville de Césène, qui vers le milieu du XVe siècle, pour satisfaire l'exigence des Frères Mineurs de S.Francesco, fit construire une nouvelle bibliothèque dans un pavillon qui séparait les deux cloîtres du monastère. La date précise du début des travaux n'est pas connue, peut-être 1447, mais on sait que leur conclusion remonte à 1452, comme le prouve la plaque à côté de la porte d'entrée, réalisée par Cristofo da San Giovanni in Persiceto, qui y grava son nom et la date du 15 août 1454. Son architecte est Matteo Nuti.
La bibliothèque est ouverte à tous et placée sous la garde et la surveillance du conseil de ville. Malatesta Novello y organise un atelier d'écriture et d'enluminures qui la pourvoit en superbes manuscrits.
Le modèle dont s'inspire la "Malatestiana" de Césène avait déjà acquis sa forme précise à la fin du XIIIe siècle, quand la bibliothèque, qui était un lieu de simple conservation devient l'espace privilégié pour la consultation des livres.

## Les bâtiments

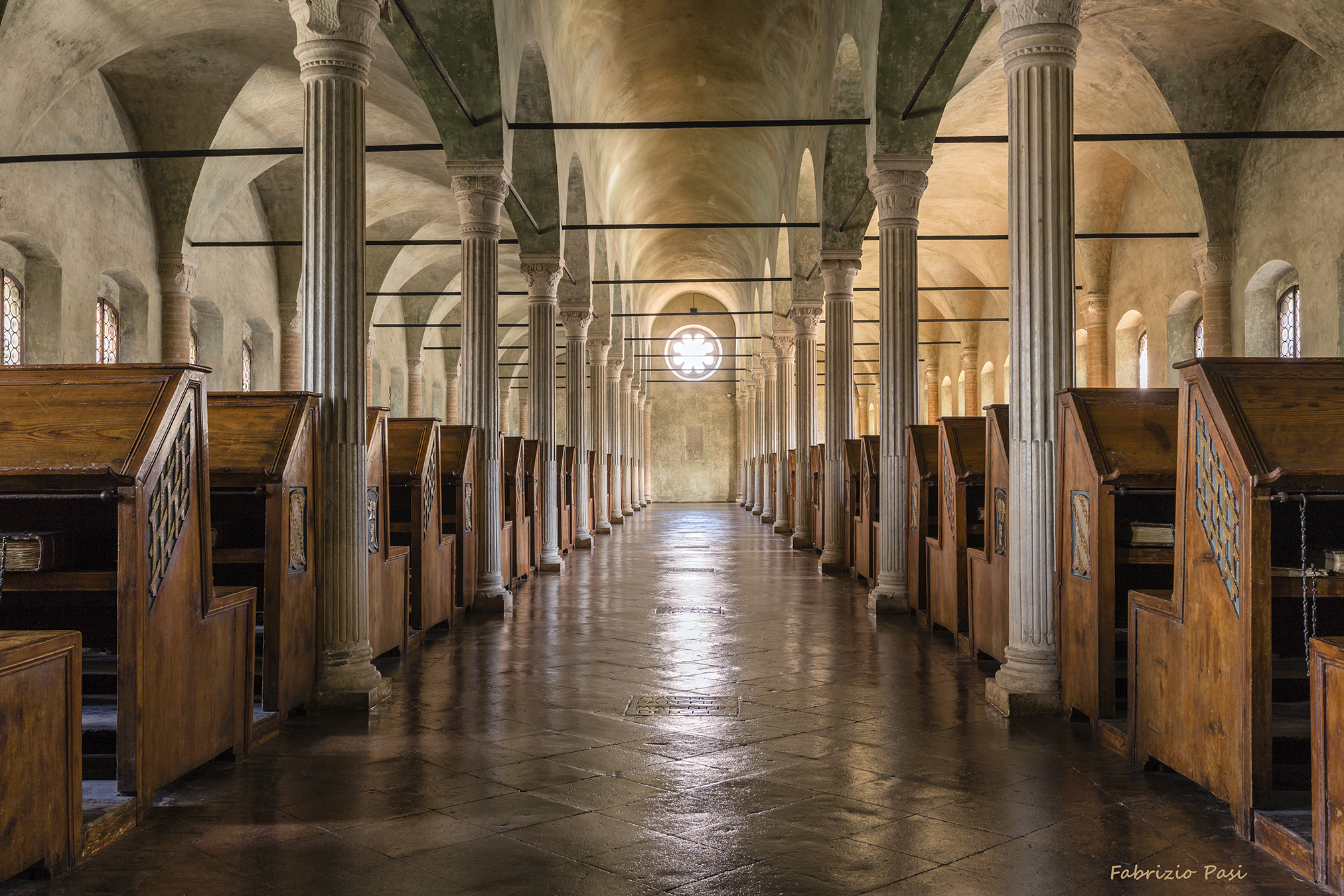
Intérieur de la bibliothèque.

À l’intérieur de la bibliothèque, deux éléments jouent un rôle particulièrement important : la lumière et la couleur.
La lumière, diffusée par de petites fenêtres latérales et par un oculus au fond assure une luminosité uniforme. Le blanc des colonnes, aux chapiteaux très particuliers, moitié ioniques et moitiés corinthiens, disposées en double rangée dans la partie centrale de la salle, le roux du sol en terre cuite et des demi-colonnes latérales, le vert de l'enduit font allusion aux trois couleurs des armoiries des Malatesta.
La salle a 58 pupitres, 29 par nef.
Leur disposition rend possible la conservation ainsi que la consultation : un siège fixe permet de rester commodément assis face au manuscrit ; un dossier orné de petits cordons en bois, légèrement penché en arrière, consent de s'appuyer pendant les moments de pause ; un pupitre soutient, pendant la lecture, les livres qu'une élégante petite chaîne en fer forgé empêche de déplacer.
Nuti établit un compromis entre la bibliothèque laurentienne de Florence, la logique abstraite d'Alberti au Temple Malatesta de Rimini et les pratiques architecturales locales.

## Collections
La formation ainsi du patrimoine de la bibliothèque est étroitement liée à la figure et à la personnalité de son fondateur, Malatesta Novello qui crée, au milieu du XVe siècle un prestigieux atelier d'écriture produisant en vingt ans, plus de 120 manuscrits.
Parmi les "curiosités" de la bibliothèque Malatestiana, il y a une série de volumes de petit format et en particulier ce qu'on appelle le "livre le plus petit du monde lisible sans loupe". Imprimé par les Frères Salmin de Padoue en 1897, il mesure 15 × 9 mm.